# Lebanon (Kentucky)
Lebanon – miasto w Stanach Zjednoczonych, w stanie Kentucky, siedziba administracyjna hrabstwa Marion.